# Zhongyi Optics
Zhongyi Optics Electronics Co., Ltd. (Schreibweise auch Zhong Yi Optics; kurz ZY Optics; 中一光学) ist ein chinesisches Unternehmen der optischen Industrie mit Sitz in Shenyang, Volksrepublik China. Das 1984 gegründete Unternehmen entwickelt, produziert und vertreibt Objektive und Objektivadapter unter dem Markennamen Mitakon. Zhongyi Optics ist spezialisiert auf extrem lichtstarke Linsensysteme.

## Firmengeschichte
Zhongyi Optics wurde 1984 in Shenyang als Joint Venture mit einem japanischen Unternehmen gegründet, das 2004 endete. Zhongyi entwickelt, produziert und vertreibt unter dem Markennamen Mitakon Objektive mit Micro-Four-Thirds-, Sony-E-, Fujifilm-X-, Canon-EF-, Nikon-F-, Nikon-Z- und Pentax-K-Bajonettanschlüssen. Weiterhin entwickelt das Unternehmen Telekompressoren, welche der Kopplung von Vollformatobjektiven an APS-C- bzw. Micro Four Thirds-Bajonettanschlüsse unter passender Reduzierung der Brennweite dienen. Daneben ist das Unternehmen auch als OEM für andere Unternehmen tätig, indem es auf Auftrag Objektive entwickelt und/oder produziert. So werden einige der Mitakon-Objektive unter anderen Namen auch von Meyer-Optik Görlitz vertrieben.
Das Unternehmen erwarb sich größere Bekanntheit, als es 2014 das Mitakon Speedmaster 50 mm vorstellte, das eine extreme Lichtstärke von f/0,95 bietet. Das für die Sony A7-Modelle gerechnete Objektiv wurde in vielen Tests für seine optische Qualität gelobt. Dabei konkurriert die Linse mit Objektiven wie dem Noctilux-M 50 mm f/0,95 ASPH von Leica, dem HyperPrime CINE 50 mm T/0,95 von SLR Magic und dem 42,5 mm f/0,95 Nokton von Voigtländer, bricht jedoch mit der Regel, dass extrem lichtstarke Objektive extrem hochpreisig sind. In der Folge baute Zhongyi das Produktsegment weiter aus und bot im Herbst 2015 eine sechsteilige Reihe extrem lichtstarker Brennweiten an, darunter drei mit f/0.95 (25 mm, 35 mm, 50 mm).
Am 19. Oktober 2015 kündigte das Unternehmen mit dem Mitakon Speedmaster 135 mm f/1.4 das lichtstärkste 135-mm-Objektiv der Welt an. Es wurde Anfang 2016 in limitierter Auflage von 100 Stück für Kameras von Canon, Nikon und Sony ausgeliefert.
Seit Dezember 2016 ist das Mitakon 20 mm f/2 verfügbar, ein äußerst kompaktes Vollformat-Lupenobjektiv für Vergrößerungen zwischen 4- und 4,5-fach mit dem Nachteil eines geringen Arbeitsabstandes von ca. 2 cm.

## Artikel und Produkte
Stand November 2019

### Objektive

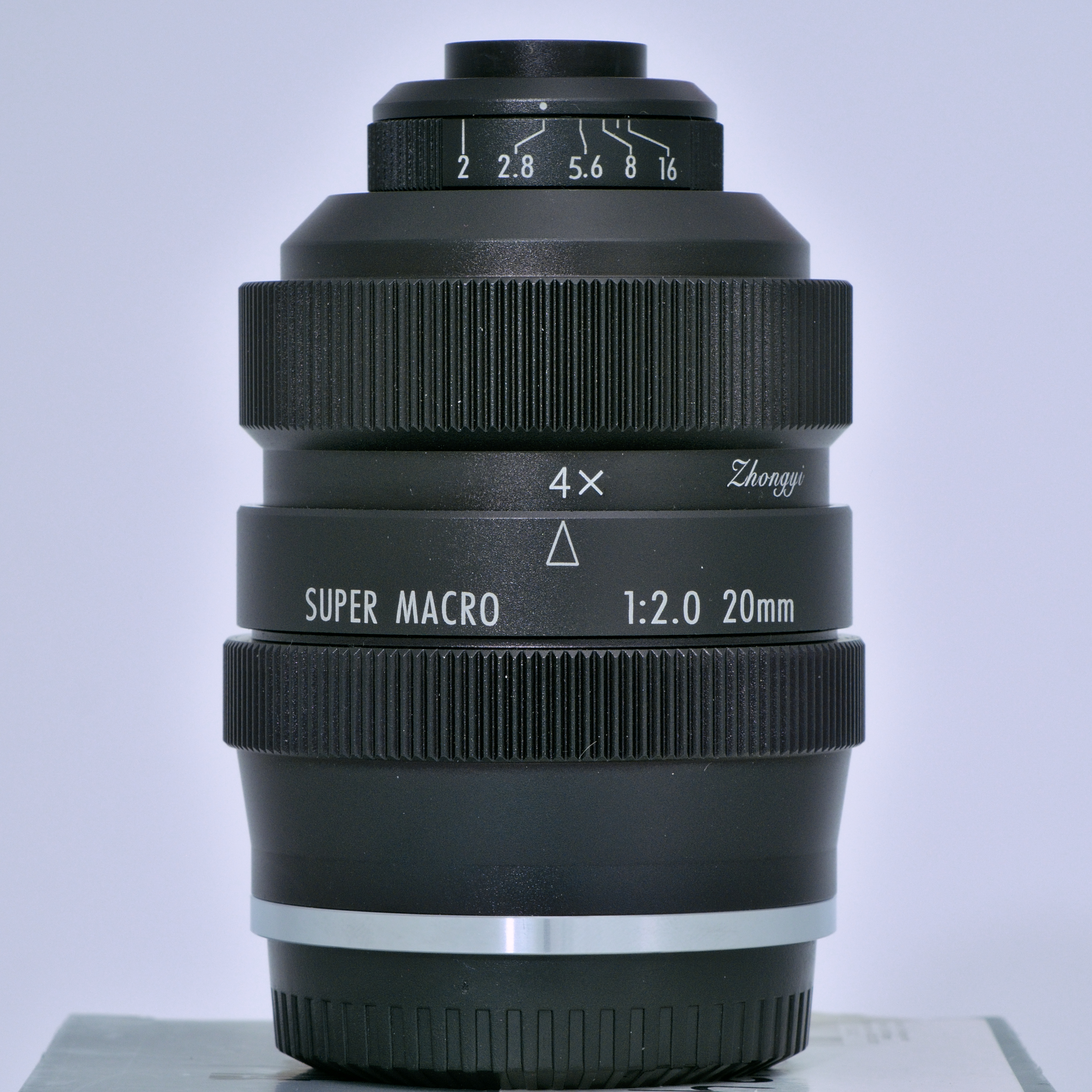
Mitakon Creator 20 mm f/2-Lupenobjektiv in der Version für Fujifilm-X-Bajonett. Im unteren Teil ist der herstellerseitig fest montierte verlängernde Adapter zur Verwendung im APS-C-Format zu sehen. Das entsprechende Vollformatobjektiv fällt je nach Bajonett einige Zentimeter kürzer aus.

#### Speedmaster
- Zhongyi Mitakon Speedmaster 25 mm f/0,95 (50-mm-Kleinbildäquivalent, für MFT-Format)
- Zhongyi Mitakon Speedmaster 35 mm f/0,95 (53-mm-Kleinbildäquivalent, für APS-C-Format)
- Zhongyi Mitakon Speedmaster 42,5 mm f/1,2 (85-mm-Kleinbildäquivalent, für MFT-Format)
- Zhongyi Mitakon Speedmaster 50 mm f/0,95 III (für Vollformat)
- Zhongyi Mitakon Speedmaster 65 mm f/1,4 (52-mm-Kleinbildäquivalent, für das Fujifilm-G-Bajonett, ein Mittelformat)
- Zhongyi Mitakon Speedmaster 85 mm f/1,2 ‚The Dream‘ (für Vollformat)
- Zhongyi Mitakon Speedmaster 135 mm f/1,4 (für Vollformat) (November 2019: nicht auf der Website des Unternehmens gelistet)

#### Freewalker
- Zhongyi Freewalker 24 mm f/1,7 (November 2019: nicht auf der Website des Unternehmens gelistet)

#### Creator
- Zhongyi Mitakon 20 mm f/2 4-4.5× Super Macro Lens (ein Lupenobjektiv für Vollformat, auch mit fest montierten Adaptern für APS-C- und MFT-Kameras erhältlich)
- Zhongyi Mitakon Creator 85 mm f/2,8 1-5× Super Macro Lens (ein Lupenobjektiv für Vollformat, auch mit fest montierten Adaptern für APS-C- und MFT-Kameras erhältlich)
- Zhongyi Mitakon Creator 35 mm f/2 (für Vollformat)
- Zhongyi Mitakon Creator 85 mm f/2 (für Vollformat)
- Zhongyi Mitakon Creator 135 mm f/2.8 (für Vollformat)

### Andere Produkte
- Lens Turbo Adapter (Telekompressor für Vollformatobjektive auf Fujifilm-X-, Micro Four Thirds- und Sony-E-Bajonett)